# Simulium zetterstedti
Simulium zetterstedti es una especie de insecto del género Simulium, familia Simuliidae, orden Diptera.

## Distribución
Se distribuye por Escandinavia.

## Taxonomía
Fue descrita científicamente por Carlsson, 1962.